# Dipòsit circular (Arbúcies)
El Dipòsit circular és una obra d'Arbúcies (Selva) inclosa a l'Inventari del Patrimoni Arquitectònic de Catalunya.

## Descripció
Dipòsit de planta circular de pedra, que es podria haver utilitzat per fabricar algun producte com l'oli o el vi. A una de les vores té un tall en forma de V on segurament hi havia clavada una peça metàl·lica. Les seves dimensions són 170 x 130 x 10 x 50 cm. Està situat vora una casa abandonada que es fa servir de corral.